# Вероника Хенри
Вероника Хенри (на английски: Veronica Henry) е английска телевизионна сценаристка и писателка на бестселъри в жанра любовен роман.

## Биография и творчество
Вероника Хенри е родена през 1963 г. в Англия. Като дете на военен отраства на различни места и учи в осем различни училища, вкл. в „Кралскто училище за дъщери на военни офицери от армията“, където учи латински. Завършва с бакалавърска степен английска филология от Университета в Бристол. Специализира в двуезичен курс за секретарки.
След дипломирането си работи като секретарка и машинописка към сапунената опера „The Archers“ на Би Би Си в Бирмингам. Там в свободното си време започва да пише сценарии. След това работи в Централната телевизия като редактор на сценарии за сериалите „Crossroads“ и „Boon“. През 1990 г. ражда първия си син и става сценарист на свободна практика за различни телевизионни сериали, вкл. за наградения сериал „Holby City“.
През 2000 г. се обръща и към писането на романи. Първият ѝ роман „Honeycote“ от едноименната поредица е публикуван през 2002 г.
През 2014 г. е удостоена с награда „R♥NA“ за най-добър любовен роман на годината за книгата „Една нощ в Ориент Експрес“.
Заедно с писането на сценарии и романи, пише за вестници и списания, включително „Woman and Home“, „Red“, „The Daily Mail“, „Woman“ и „The Sunday Times“.
Вероника Хенри живее със семейството си в Ексмур, Девън.

## Произведения

### Самостоятелни романи
- Wild Oats (2004)
- An Eligible Bachelor (2005)
- Love on the Rocks (2006)
- Marriage And Other Games (2009)
- The Beach Hut (2010)
Лято на плажа, изд. „ССБ Медия“, София (2016), прев.
- The Birthday Party (2010)
- The Long Weekend (2012)
Дългият уикенд, изд. „ССБ Медия“, София (2015), прев. Лидия Шведова
- A Night on the Orient Express (2013) – награда „RoNA“
Една нощ в Ориент Експрес, изд. „ССБ Медия“, София (2014), прев. Теодора Давидова
- The Beach Hut Next Door (2014)
- High Tide (2015)
- How to Find Love in a Bookshop (2016)
- The Forever House (2017)

### Серия „Медна пита“ (Honeycote)
1. Honeycote (2002)
2. Making Hay (2003)
3. Just a Family Affair (2008)

### Участие в общи серии с други писатели

#### Серия „Бързо четене 2013“ (Quick Reads 2013)
* A Sea Change (2013)
от серията има още 10 романа от различни автори

#### Серия „Бързо четене 2016“ (Quick Reads 2016)
* The Anniversary (2016)
от серията има още 10 романа от различни автори

### Новели
- In The Trenches (2011)
- He Would Be King (2011)
- The Beast of Bodmin Moor (2013)
- Christmas at the Crescent (2013)

### Документалистика
- Tweetie Pie (2011)

### Екранизации
- 1990 Boon – ТВ сериал, автор 2 епизода
- 1990-1996 Jupiter Moon – ТВ сериал, автор 6 епизода
- 1993-1997 Heartbeat – ТВ сериал, автор 3 епизода
- 1999-2002 Family Affairs – ТВ сериал, автор 3 епизода
- 2000-2002 Doctors – ТВ сериал, автор 8 епизода
- 2006-2009 Holby City – ТВ сериал, автор 4 епизода